# Червона Зміна
Червона Зміна (біл. вёска Чырвона Смена) — село в складі Червенського району Мінської області, Білорусь. Село підпорядковане Колодезькій сільській раді, розташоване в центральній частині області.